# Kyle Clemons
Kyle Clemons (ur. 27 grudnia 1990) – amerykański lekkoatleta specjalizujący się w biegach sprinterskich.
W 2014 zdobył brązowy medal w biegu na 400 metrów oraz złoty w sztafecie 4 × 400 metrów podczas halowych mistrzostw świata w Sopocie. W 2015 sięgnął po dwa brązowe medale igrzysk panamerykańskich w Toronto oraz zdobył złoto mistrzostw świata w Pekinie za bieg w eliminacjach sztafety 4 × 400 metrów. W marcu 2016 zdobył swoje drugie złoto halowych mistrzostw świata w biegu rozstawnym 4 × 400 metrów. Mistrz olimpijski z Rio de Janeiro (2016) w sztafecie 4 x 400 metrów. Złoty medalista IAAF World Relays (2017) w tej samej konkurencji.
Złoty medalista mistrzostw Stanów Zjednoczonych.

## Osiągnięcia
| Rok  | Impreza                   | Miejsce        | Konkurencja             | Lokata     | Wynik           |
| ---- | ------------------------- | -------------- | ----------------------- | ---------- | --------------- |
| 2014 | Halowe mistrzostwa świata | Sopot          | bieg na 400 metrów      | 3. miejsce | 45,74           |
| 2014 | Halowe mistrzostwa świata | Sopot          | sztafeta 4 × 400 metrów | 1. miejsce | 3:02,13         |
| 2015 | Igrzyska panamerykańskie  | Toronto        | bieg na 400 metrów      | 3. miejsce | 44,84           |
| 2015 | Igrzyska panamerykańskie  | Toronto        | sztafeta 4 × 400 metrów | 3. miejsce | 3:00,21         |
| 2015 | Mistrzostwa świata        | Pekin          | sztafeta 4 × 400 metrów | 1. miejsce | 2:58,13 (elim.) |
| 2016 | Halowe mistrzostwa świata | Portland       | bieg na 400 metrów      | półfinał   | 46,91           |
| 2016 | Halowe mistrzostwa świata | Portland       | sztafeta 4 × 400 metrów | 1. miejsce | 3:02,45         |
| 2016 | Igrzyska olimpijskie      | Rio de Janeiro | sztafeta 4 × 400 metrów | 1. miejsce | 2:57,30 (elim.) |
| 2017 | IAAF World Relays         | Nassau         | sztafeta 4 × 400 metrów | 1. miejsce | 3:02,13         |

## Rekordy życiowe
- Bieg na 400 metrów (stadion) – 44,79 (2016)
- Bieg na 400 metrów (hala) – 45,60 (2014)

9 marca 2014 w Sopocie amerykańska sztafeta 4 × 400 metrów w składzie Clemons, David Verburg, Kind Butler oraz Calvin Smith ustanowiła halowy rekord świata w tej konkurencji (3:02,13).